# باميلا دونكان (روائية)
باميلا دونكان (بالإنجليزية: Pamela Duncan)‏ (24 سبتمبر 1961)؛ روائية أمريكية. درست في جامعة ولاية كارولينا الشمالية في تشابل هيل.